# Serments et Deuils
Serments et Deuils est un roman de fantasy écrit par Robin Hobb. Traduction française de la seconde moitié du livre original The Golden Fool publié en 2002, il a été publié en français le 5 mai 2004 aux éditions Pygmalion et constitue le dixième tome de L'Assassin royal ainsi que le quatrième tome du deuxième cycle.
Les événements relatés dans ce deuxième cycle se déroulent quinze ans après ceux décrits dans les six tomes du cycle précédent. Une autre série de Robin Hobb, Les Aventuriers de la mer, se déroulant dans le même monde, se situe chronologiquement entre ces deux cycles et introduit des personnages importants du deuxième cycle.

## Résumé
Dans le but de garder Ortie éloignée de Castelcerf, FitzChevalerie accepte de former Lourd à l'Art. Cependant, au fur et à mesure qu'il gagnera la confiance de Lourd, Fitz va rapidement apprendre de ce dernier qu'un complot vise une nouvelle fois la couronne par l'entremise de Laudevin venu discrètement à Bourg-de-Castelcerf. Soupçonnant Civil Brésinga de participer au complot, Fitz va finalement peu à peu découvrir que Laudevin le fait chanter, ainsi que sa mère. Sur prière de Devoir par l'Art, Fitz intervient alors que Civil, refusant d'aider une fois de plus la conspiration des Pie, est sur le point d'être tué par Laudevin et ses acolytes. Fitz est grièvement blessé et doit son salut à une coopération du Fou, d'Umbre, de Devoir, et de Lourd qui s'unissent pour soigner Fitz par l'Art, tel que ce dernier l'avait fait auparavant avec Œil-de-Nuit, en présence du Fou. Le clan de Devoir est trouvé.
Pendant ce temps, les relations entre Heur et Fitz se modifient peu à peu, se calquant sur celles que Fitz lui-même entretenait avec Burrich peu avant son arrestation par Royal. Mais cette fois-ci, c'est lui qui se trouve à la place de Burrich.
Le Fou et Fitz s'éloignent également l'un de l'autre, s'échangeant maladresses et mot d'humeurs ; ils en viennent à ne plus se côtoyer autrement que dans leurs rôles respectifs.
Enfin, au niveau des Six duchés, la reine Kettricken essaie de défendre au possible la communauté vifière de son royaume, en invitant une délégation, qui se présentera notamment sous l'autorité d'un certain Trame pour des pourparlers. Durant cette période, Devoir est tenu en otage par la communauté, servant d'exutoire pour d'éventuelles représailles si jamais la délégation venait à être tuée ou torturée. Cette rencontre s'achève avec plusieurs accords dont la possibilité pour tout vifier de venir trouver du travail à Castelcerf. Leste, l'un des fils de Burrich et de Molly, alors âgé de dix ans et doué du Vif, s'y rend pour fuir son père qui refuse la présence du don de son fils.